# أليس مابل بيكون
أليس مابل بيكون (بالإنجليزية: Alice Mabel Bacon) هي مؤلفة أمريكية، ولدت في 26 فبراير 1858 في نيو هيفن في الولايات المتحدة، وتوفي بنفس المكان في 1 مايو 1918.